# Sympiesis ancylae
Sympiesis ancylae är en stekelart som beskrevs av Girault 1917. Sympiesis ancylae ingår i släktet Sympiesis och familjen finglanssteklar. Inga underarter finns listade i Catalogue of Life.